# Tank (film)
Tank is een Amerikaanse actiekomedie uit 1984, geregisseerd door Marvin J. Chomsky naar een scenario van Dan Gordon. De hoofdrollen worden vertolkt door James Garner, Shirley Jones, Jenilee Harrison en C. Thomas Howell. De film werd geproduceerd door Lorimar Productions en uitgebracht door Universal Pictures.

## Verhaal
Command Sergeant Major Zack Carey (James Garner) van de Amerikaanse landmacht staat op het punt om met pensioen te gaan na zijn laatste post op de legerbasis in het landelijke Clemmons County, Georgia. Daarna wil hij gewoon tijd doorbrengen met zijn gezin. Enkele jaren eerder is zijn oudste zoon omgekomen bij een ongeluk tijdens een legertraining en zijn relatie met zijn enige overlevende zoon Billy (C. Thomas Howell) is gespannen. Zacks no-nonsense, pretentieloze leiderschapsstijl levert hem op de post al snel een reputatie op als een harde maar eerlijke onderofficier, die wordt gewaardeerd om zijn medeleven en integriteit.
Zack bezit een vintage Sherman tank uit de Tweede Wereldoorlog die hij gerestaureerd heeft met de hulp van zijn jongste zoon en waarmee hij naar parades en andere openbare evenementen rijdt. Tijdens een bezoek aan een bar buiten de basis ontmoet hij een jonge vrouw genaamd Sarah (Jenilee Harrison) en de twee raken aan de praat. Tijdens hun gesprek beveelt de lokale hulpsheriff Euclid Baker (James Cromwell) Sarah om weer aan het werk te gaan, waarbij hij haar beledigt en slaat. Carey grijpt in en overmeestert de hulpsheriff.
Sarah werd in de prostitutie gedwongen door Cyrus Buelton (G. D. Spradlin), de corrupte sheriff. Sheriff Buelton probeert Carey te arresteren, maar dat lukt niet omdat hij geen jurisdictie heeft zolang Carey op de basis is. Wanneer hij ontdekt dat Billy naar een openbare school buiten de basis gaat, laat Buelton marihuana in Billy's kluisje verstoppen en arresteert hem. Wanneer Zack probeert om tot een wapenstilstand te komen, biedt sheriff Buelton aan om de aanklacht in te trekken in ruil voor een flinke som geld. Zack aarzelt, maar zijn vrouw LaDonna (Shirley Jones) weigert resoluut en contacteert een advocaat. De advocaat belandt echter zelf in de gevangenis op basis van verzonnen aanklachten en Billy wordt onmiddellijk berecht en veroordeeld tot meerdere jaren dwangarbeid. Wanneer Carey alsnog akkoord gaat met de omkoping, accepteert Buelton wel het geld maar weigert hij Billy vrij te laten en zegt dat het geld alleen tijdelijk bescherming zal bieden tegen "ongelukken" in het strafkamp.
Carey besluit daarop om het heft in eigen handen te nemen. Hij dient zijn ontslag in, klimt in zijn vintage tank en vernielt de lokale gevangenis en het politiebureau. Samen met Sarah vertrekt hij vervolgens naar het strafkamp, waar ze de tank gebruiken om Billy te bevrijden en te vluchten. Zijn plan is om te ontsnappen naar het naburige Tennessee, waar ze een eerlijk proces kunnen krijgen. Terwijl hij een kapotte rupsband repareert raakt Carey echter gewond en Billy neemt het commando van de tank over.
Sheriff Buelton eist een militaire interventie van Carey's bevelhebber, generaal-majoor V.E. Hubik (Sandy Ward). De generaal wijst erop dat Carey al ontslag had genomen bij het leger, dus dat hij geen militaire wet heeft overtreden. Buelton eist vervolgens dat Hubik het personeel en de tanks van de post opdracht geeft om Carey te achtervolgen, maar Hubik weigert opnieuw, ditmaal verwijzend naar de Posse Comitatus Act die stelt dat hij niet mag ingrijpen in de binnenlandse rechtshandhaving buiten het militaire domein zonder toestemming van zijn superieuren of de president van de Verenigde Staten.
Door een lange reeks achtervolgingen en een kat-en-muis-spel doorheen het landelijke Georgia, terwijl ze worden geholpen door familieleden van mensen die gestorven zijn in het strafkamp van Buelton, worden de tank en zijn bemanning snel volkshelden. Ondanks dat sheriff Buelton volhoudt dat ze criminelen zijn, schaart de natie zich achter hen als een soort moderne Robin Hood. Aan de kant van Tennessee verzamelen duizenden mensen aan de staatsgrens om de tank te verwelkomen. Ondertussen heeft LaDonna een ontmoeting met de gouverneur van Tennessee, waar ze, met behulp van een nogal directe en botte dreiging van chantage, erin slaagt een formele garantie te krijgen dat de bemanning van de tank een eerlijk proces zal krijgen.
Aan de grens van Tennessee komt het tot een ultieme confrontatie tussen sheriff Buelton en de tank. Met behulp van een ouderwets antitankwapen weet Buelton de tank te immobiliseren in een moddervlakte, waardoor Zack en Billy moeten overwegen zich over te geven. Maar met de hulp van een motorbende en een bulldozer slaagt de verzamelde menigte erin om een staalkabel aan de tank te bevestingen en de Sherman tank over de staatsgrens te trekken. Zelfs de gouverneur en generaal Hubik doen mee aan de sleepactie. Zack, Billy en Sarah klimmen uit de tank en worden door LaDonna, Hubik, medisch personeel en de gouverneur en burgers van Tennessee als helden verwelkomd.

## Rolverdeling
| Acteur           | Personage                         |
| ---------------- | --------------------------------- |
| James Garner     | Command Sergeant Major Zack Carey |
| Shirley Jones    | LaDonna Carey                     |
| C. Thomas Howell | William "Billy" Carey             |
| Mark Herrier     | Staff Sergeant Jerry Elliott      |
| Sandy Ward       | Major General V.E. Hubik          |
| Jenilee Harrison | Sarah                             |
| James Cromwell   | Deputy Euclid Baker               |
| Dorian Harewood  | Sergeant First Class Ed Tippet    |
| G. D. Spradlin   | Sheriff Cyrus Buelton             |
| John Hancock     | Master Sergeant Johnson           |
| Guy Boyd         | Sergeant Wimofsky                 |

## Productie
Tank werd gefilmd in Fort Benning en in het kleine stadje Griffin (Georgia) van april tot juni 1983. De laatste tankscène bij de zogezegde grens van Tennessee werd gefilmd in het zuidwesten van Atlanta.
De tank in de film is een M4 Sherman uit 1942, geproduceerd door Ford Motor Company en ter beschikking gesteld door Fred Ropkey van het Indiana Museum of Military History.. De tank verscheen eerder ook al in The Blues Brothers.
In zijn memoires noemde Garner de film "gewoon een alledaagse film zonder enige bijzonderheden. Ik vond het leuk om hem te maken omdat ik in een Sherman tank mocht rijden en tegen dingen aan mocht botsen."

## Release en ontvangst
De film ging in première op 16 maart 1984 en bracht in de Verenigde Staten 11,3 miljoen dollar op, tegenover een budget van 6 miljoen.
Op Rotten Tomatoes heeft de film een score van 20% (5 recensies), met een gemiddelde waardering van 4,8/10. Critici beschreven de film als "...soms vermakelijk, maar meestal teleurstellend...". Op Metacritic behaalt de film een score van 39/100 (7 recensies), wat duidt op "over het algemeen ongunstige recensies".